# Ryoya Ogawa
Pour les articles homonymes, voir Ogawa.
Ryoya Ogawa (小川 諒也, Ogawa Ryōya), né le 24 novembre 1996 à Tokyo au Japon, est un footballeur international japonais. Il évolue au poste d'arrière gauche au Kashima Antlers.

## Biographie

### FC Tokyo
Ryoya Ogawa est né à Tokyo au Japon et c'est dans le club de la capitale, le FC Tokyo, qu'il est formé. Il joue son premier match avec l'équipe première le 1er mars 2016, lors d'une rencontre de Ligue des champions d'Asie face au Becamex Bình Dương FC. Titulaire lors de cette rencontre, il se distingue en délivrant deux passes décisives, contribuant à la victoire de son équipe (3-1). Cinq jours plus tard il fait ses débuts en J1 League lors de la rencontre face au Vegalta Sendai. De nouveau titulaire, son équipe s'impose par deux buts à un lors de cette partie.
Le 18 mai 2019 Ryoya Ogawa inscrit son premier but en J1 League face au Consadole Sapporo. Titulaire, c'est lui qui ouvre le score, et son équipe parvient à s'imposer ce jour-là (2-0).

### Vitória SC
Le 28 mai 2022, Ryoya Ogawa rejoint le Portugal en s'engageant avec le Vitória SC. Il est prêté pour une saison avec option d'achat,.

### Saint-Trond VV
Le 26 juin 2023, Ryoya Ogawa rejoint le Saint-Trond VV sous la forme d'un prêt d'une saison. Le club dispose d'une option d'achat sur le joueur. Il rejoint, en juin 2024, de façon définitive le club belge.

### Kashima Antlers
En juin 2025, il quitte le club belge et signe un retour en J-League au Kashima Antlers, le montant du transfert et la durée de son contrat n'ont pas été dévoilée.

### En sélection
En mars 2021, Ryoya Ogawa est convoqué pour la première fois avec l'équipe nationale du Japon par le sélectionneur Hajime Moriyasu. Il honore sa première sélection le 25 mars 2021 lors d'un match amical face à la Corée du Sud. Il entre en jeu à la place de Sho Sasaki et son équipe s'impose par trois buts à zéro.